# Роландас Паксас
Роландас Паксас (лит. Rolandas Paksas [rɔˈɫɐ̂ˑndɐs ˈpaːksɐs] ( прослухати); нар. 10 червня 1956, Тельшяй, Литовська РСР) — литовський політик, президент Литовської Республіки від 26 лютого 2003 до 6 квітня 2004; перший керівник європейської держави, усунений від посади в результаті імпічменту; льотчик-спортсмен.

## Біографія
Навчався у Вільнюському інженерно-будівельному інституті (інженер промислового та цивільного будівництва; 1974—1979), пізніше закінчив Ленінградську академію цивільної авіації (інженер-пілот; 1984). У 1985—1992 роках — голова аероклубу С. Дарюса та С. Гіренаса (Вільнюс). Член збірних вищого пілотажу СРСР та Литви. Президент акціонерної будівельної компанії «Restako» (1992—1997).

## Політична кар'єра
- 1997 рік — за списком Партії консерваторів обраний до ради міста Вільнюс і обраний мером Вільнюса (1997).
- з 4 грудня 1999 по 5 вересня 2001 — голова Союзу лібералів Литви (лит. Lietuvos liberalų sąjunga), з 27 жовтня 2001 року заступник голови СЛЛ.
- липень — листопад 2001 року — староста фракції лібералів у Сеймі і лідер парламентської опозиції. 21 грудня 2001 року з групою прихильників вийшов зі складу фракції лібералів, а в січні 2002 — зі складу СЛЛ.
- травень-жовтень 1999 року — прем'єр-міністр дев'ятого уряду Литви. Пішов у відставку на знак протесту проти продажу литовського нафтопереробного комплексу «Мажейкю нафта» американському концерну. Після відставки — радник президента, повноважний представник з особливих доручень.
- з 27 жовтня 2000 по 20 червня 2001 року — прем'єр-міністр одинадцятого уряду.
- квітень-жовтень 2000 року — знову мер Вільнюса.
- березень 2002 — один із засновників Ліберально-демократичної партії (лит. Liberalų demokratų partija) та її голова.
- 5 січня 2003 — обраний президентом Литви. Вступив на посаду 26 лютого 2003 року. Протягом його терміну виникло занепокоєння тим, що він мав зв'язки з російською мафією[5]. Юрій Борисов, президент авіаційної компанії «Avia Baltika», пожертвував 400 000 доларів на його кампанію[5], і отримав литовське громадянство указом Паксаса. Пізніше Конституційний суд Литви визнав цей указ неконституційним.
- 30 жовтня 2003 року — департамент держбезпеки (ДДБ) Литви передав керівництву сейму документи, які, на думку ДДБ, свідчили про зв'язки оточення Роландаса Паксаса із «міжнародною злочинністю».
- 3 листопада 2003 року — Генеральна прокуратура Литви допитала керівника авіаремонтного холдингу Avia Baltika Юрія Борисова.
- 1 грудня 2003 року — тимчасова комісія Сейму прийшла до висновку, що Паксас може перебувати «під впливом ряду осіб», у тому числі Юрія Борисова, що «створює загрозу національній безпеці» країни.
- 18 грудня 2003 року — Сейм створив комісію з розслідування фактів, які могли б стати підставою для винесення президенту імпічменту.
- 19 лютого 2004 року — Сейм затвердив висновки комісії, що визнала обґрунтованими обвинувачення, і прийняв постанову про початок процедури імпічменту.
- 31 березня 2004 — Конституційний суд Литви визнав, що Роландас Паксас тричі порушив Конституцію ЛР тим, що незаконно надав громадянство Юрію Борисову, не забезпечив збереження державної таємниці і чинив тиск на прийняття рішень приватними особами та компаніями.
- 6 квітня 2004 року — достроково усунутий Сеймом з посади за грубі порушення Конституції Литовської Республіки і президентської присяги. Роландаса Паксаса, зокрема, було звинувачено в тому, що він повідомив Юрію Борисову про прослуховування його телефонних переговорів литовськими спецслужбами.
- 30 квітня 2004 року — прокуратура пред'явила Роландасу Паксасу обвинувачення в розголошенні державної таємниці, що виразилося у попередженні Юрія Борисова про стеження з боку спецслужб. 19 травня справу було передано до Вільнюського окружного суду, який почав розглядати його 15 липня.
- 25 травня 2004 року — Конституційний суд заборонив Паксасу брати участь у нових президентських виборах, що відбулися 13 червня. Конституційний суд роз'яснив, що зміщена імпічментом за порушення присяги особа довічно не може обиратися президентом, членом Сейму, призначатися прем'єр-міністром або членом уряду, а також займати інші державні посади, де для вступу на посаду необхідно принесення присяги.
- З 11 грудня 2004 року — голова Ліберально-демократичної партії.

Окружний суд Вільнюса визнав Паксаса не винним у розголошенні секретної інформації (державної таємниці). Це рішення було скасовано в 2005 році Апеляційним судом Литовської Республіки на підставі того, що окружний суд не зв'язав усіх підтверджуючих доказів. Апеляційний суд, визнавши Паксаса винним у вчиненні злочину, не призначив покарання, заявивши, що відхід Паксаса з державної служби означав, що він більше не представляв загрози.
Був обраний від партії «Порядок і справедливість» в Європарламент на виборах, що пройшли в Литві 7 червня 2009.
У 2011 році Європейський суд з прав людини визнав пожиттєву заборону Паксасу на обрання в парламент протиправною, але питання про правомірність заборони на висунення в президенти визнав такими, що перебувають поза своєю компетенцією.
У вересні 2018 року Паксас припинив членство в партії «Порядок і справедливість», але йому не буде дозволено балотуватися в президенти або стати спікером парламенту, посилаючись на те, що він більше не хоче, щоб його пов'язували з рішеннями партії як причину відходу.

## Нагороди
- Орден Вітовта Великого з ланцюгом[11];
- Орден Трьох Зірок 2 класу (Латвія, 3 грудня 2001)[12];
- Великий ланцюг ордена Інфанта дона Енріке (Португалія, 29 травня 2003)[13].
- Орден «За заслуги» II ступеня (Україна, 5 листопада 1998)[14]